# Salvacondotto

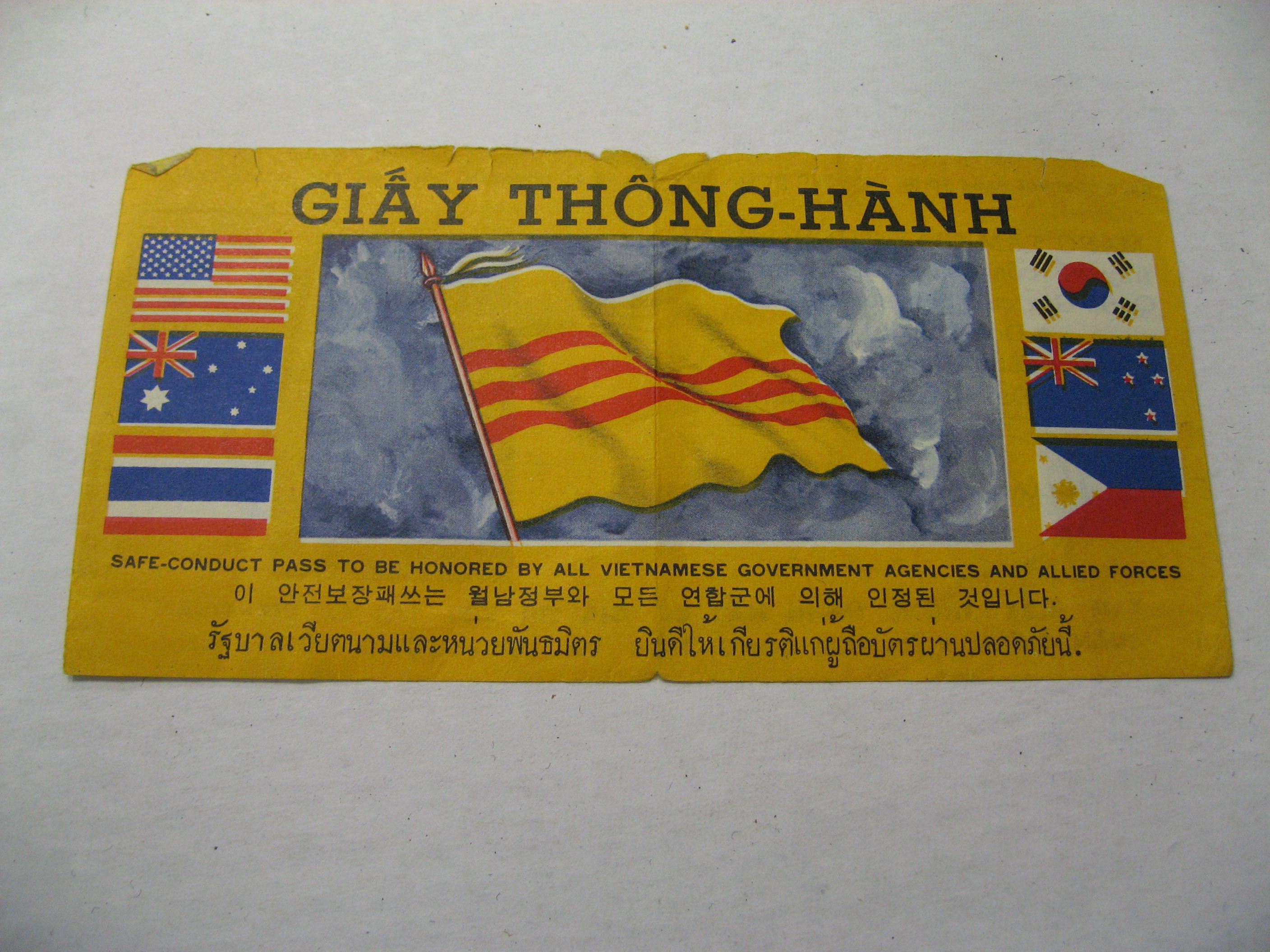
Uno dei salvacondotti emessi dalle forze armate statunitensi durante la guerra del Vietnam per favorire eventuali defezioni nelle forze nord-vietnamite

Il salvacondotto (anche guidaticum, in epoca medievale) è lo strumento, o patente, attraverso il quale veniva garantito il diritto di transito attraverso un territorio a un particolare soggetto. Si trattava solitamente di un documento in forma di lettera, recante il nome del portatore che beneficiava della garanzia, con indicazione dello scopo del viaggio. Era solitamente accompagnato da minacce ritorsive contro chiunque non vi avesse dato séguito.

## Guidaticum
Indicato in epoca medievale con il termine di guidaticum, il suo uso si diffuse nel XIII secolo, epoca in cui andò realmente definendosi e consolidandosi il concetto di linea di frontiera e in cui stava riprendendo vigore, già in parte dal secolo precedente, il concetto di sovranità, affievolito o eclissato nella figura del suzerain dell'interludio feudale.

## Ruolo e scopi
La sua istituzione, e la diffusione del suo uso, ebbero un'importante e positiva influenza nello sviluppo dei traffici mercantili, soprattutto tra il Nord Europa e il Mediterraneo, nel XIII secolo. L'impatto positivo sui traffici di lunga distanza ne fece un efficace strumento di quel sistema economico che è stato definito da qualcuno come proto-capitalismo. 
Lo strumento del salvacondotto, o del guidaticum, può essere considerato l'antenato del moderno passaporto. 
Si trattava di uno strumento fondamentale per diversi scopi, ma, soprattutto, era per mezzo di esso che si esprimeva e si consolidava il monopolio della forza e il controllo della mobilità: il passaggio da un principio di autodifesa a una forma di protezione e tutela garantita da un'autorità, contribuiva ad affermare l'idea della sovranità in capo alla figura che deteneva il potere su un determinato territorio.